# 李源 (弘治丙辰進士)
李源（1453年—？），字宗一，河南開封府祥符縣人，民籍，明朝政治人物。

## 生平
成化十三年（1477年）丁酉科河南鄉試第一名舉人。弘治九年（1496年）中式丙辰科會試第三十二名，二甲第七十八名進士。授兵部主事，陞員外郎、郎中。權閹劉瑾秉政，李源守正不阿，謫官襄陽府同知。劉瑾伏誅後，擢湖廣佈政使司右參議，不久以疾免歸。

## 家族
曾祖李成；祖父李榮，封御史；父李蕃，監察御史。母邵氏。永感下。